# Doyerea
Doyerea é um género botânico pertencente à família Cucurbitaceae.

## Espécies
- Doyerea angosturensis
- Doyerea emetocathartica